# Transportation Safety Board of Canada

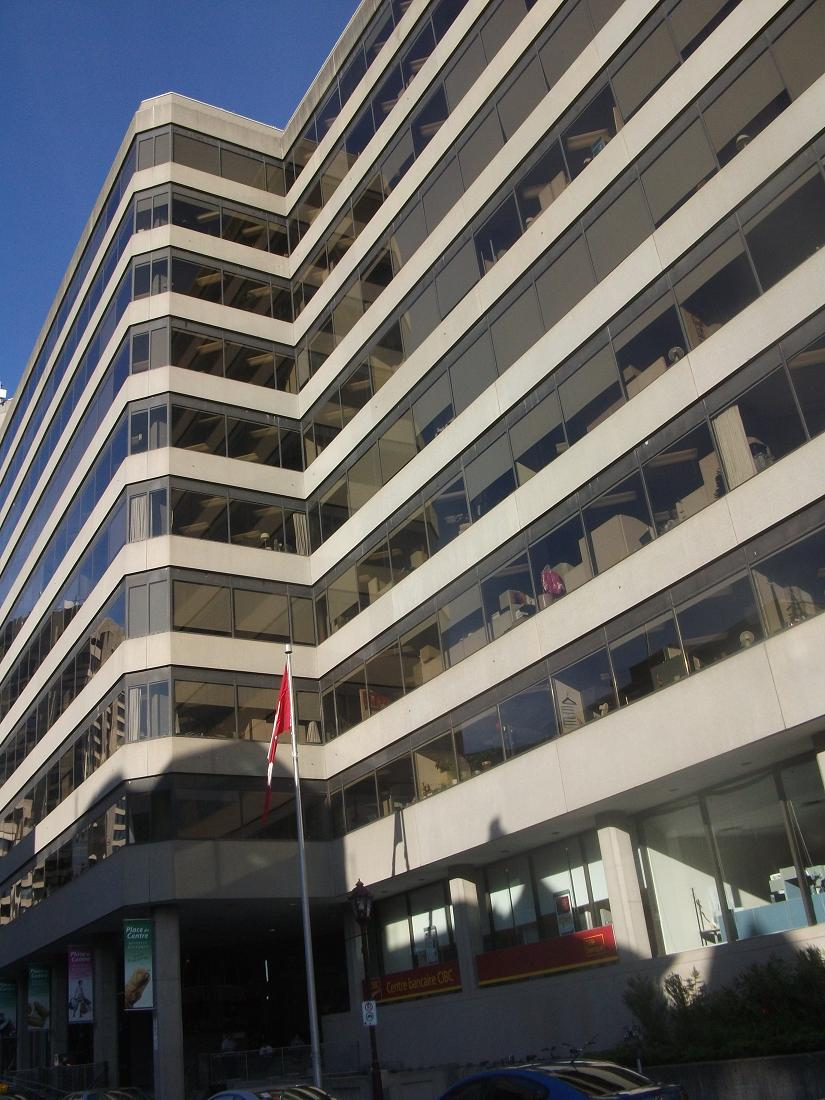
Place du Centre, der Sitz des TSB in Gatineau in Québec

Das Transportation Safety Board of Canada, kurz TSB (engl.) bzw. Bureau de la sécurité des transports du Canada, BST (franz.), offizielle Langbezeichnung englisch Canadian Transportation Accident Investigation and Safety Board, französisch Bureau canadien d’enquête sur les accidents de transport et de la sécurité des transports, ist die Behörde der kanadischen Regierung, die für Transportsicherheit in Kanada zuständig ist.
Sie untersucht Unfälle und spricht Empfehlungen aus für drei Verkehrszweige („Verkehrsträger“) und ein Transportsystem: Luftfahrt, Eisenbahn, Schifffahrt und Pipelines. Ihre Empfehlungen sind nicht bindend; von der Empfehlung betroffene Behörden sind verpflichtet, binnen 90 Tagen nach deren Erhalt eine schriftliche Stellungnahme abzugeben.
Das TSB berichtet dem Präsidenten des Kanadischen Kronrates und dieser dem Parlament von Kanada.

## Geschichte
Die Geschichte der behördlichen Flugunfalluntersuchungen in Kanada begann 1960 mit der Gründung der Aircraft Accident Investigation Branch, welche da im Jahr 1984 durch das Canadian Aviation Safety Board abgelöst wurde.
Das TSB wurde durch den Canadian Transportation Accident Investigation and Safety Board Act bzw. Loi sur le Bureau canadien d’enquête sur les accidents de transport et de la sécurité des transports geschaffen, der am 29. März 1990 verabschiedet wurde.
Dieses Gesetz war eine Reaktion auf eine Reihe schwerer Unfälle; die kanadische Regierung sah einen Bedarf für eine unabhängige, verkehrsträgerübergreifende Untersuchungsbehörde. Der Hauptsitz der Behörde ist am Place du Centre in Gatineau in der Provinz Québec. Das TSB ist weitgehend unabhängig von anderen Regierungsorganisationen.
Der erste große Fall, in dem das TSB tätig wurde, war der Absturz von Swissair-Flug 111 am 2. September 1998. Eine McDonnell Douglas MD-11 stürzte an diesem Tag nach einem Kabelbrand in den Atlantik, wobei alle 229 Menschen an Bord starben. Das TSB legte am 27. März 2003 einen Bericht vor, die Erstellung kostete 57 Millionen Kanadische Dollar.
Aufgaben sind unabhängige Untersuchungen zu führen, wozu öffentliche Anhörungen stattfinden können, um aus Vorfällen („occurrences“) und Unfällen zu lernen bzw. Ursache-Wirkungs-Zusammenhänge zu erkennen, Sicherheitsdefizite und -mängel zu erkennen und zu benennen, Empfehlungen zu geben, wie man diese reduzieren oder eliminieren kann und öffentlich über Untersuchungen und Erkenntnisse zu berichten.
Das TSB arbeitet mit anderen ähnlichen Behörden wie dem National Transportation Safety Board in den USA bei Untersuchungen zusammen.
Der TSB werden jährlich bei etwa vier Millionen Flugstunden in der zivilen Luftfahrt etwa 250 Flugunfälle und 800 Flugvorfälle gemeldet.

## Leitung
Geleitet wird das TSB grundsätzlich durch das Board, während der Chief Operating Officer das operative Geschäft leitet.
Das Board des TSB hat grundsätzlich fünf Mitglieder. Im November 2023 waren folgende vier Mitglieder in das Board berufen:
- Kathy Fox (Chair of the TSB)
- Paul Dittmann
- Kenneth Potter
- Yoan Marier

Bisherigen Vorsitzende des Board waren:
- Benoît Bouchard, 1996–2001
- Camille Thériault, 2001–2002
- Charles H. Simpson, 2002–2005 kommissarisch
- Wendy Tadros, 2005–2006 kommissarisch, 2006–2014
- Kathy Fox, seit 2014